# Bónis Lajos
Tolcsvai Bónis Lajos János (Érsekújvár, 1863. szeptember 10. – Budapest, 1935. szeptember 19.) színész. 

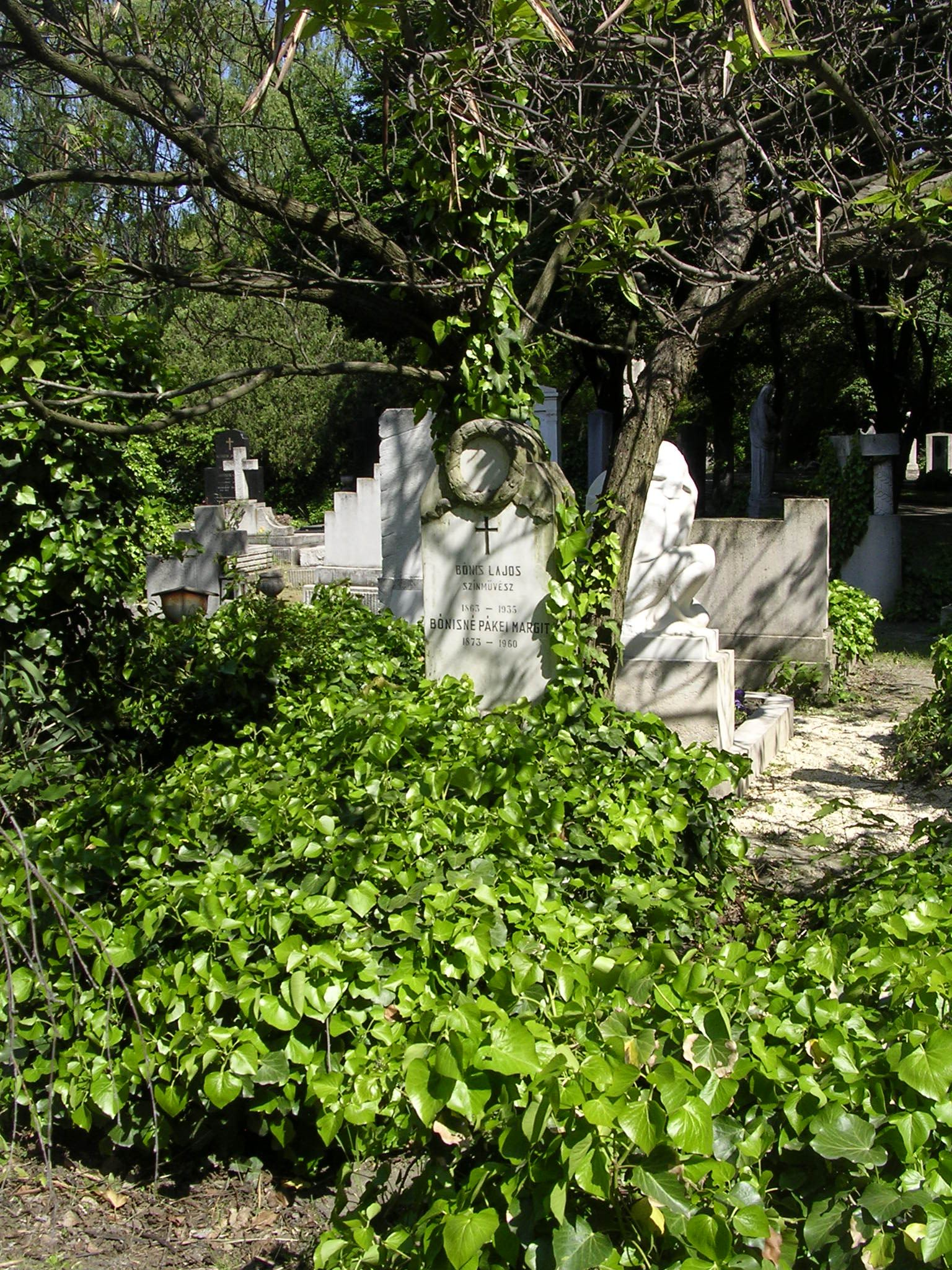
Feleségével közös sírja a Fiumei úti sírkertben (34-5-41)

## Élete
Bónis János cipészmester és Kollár Genovéva fia. Középiskoláit szülővárosában és Budapesten végezte. Pályafutását 1881-ben kezdte a Népszínházban, majd 1884-ben Evva Lajos társulatában játszott. 1885 és 1887 között a kolozsvári Nemzeti Színházban, 1887-ben Debrecenben, 1888-tól Szegeden, majd Nagyváradon lépett színpadra. 1893 és 1895 között a Városligeti Színkör tagja volt. 1893 augusztusától Kömley Gyula társulatában rendezett is, majd Halmai Imréhez került. 1896-tól 1899-ig Krecsányi Ignác budai társulatában, 1900-tól 1903-ig Kolozsvárott, 1902–1903-ban Szendrey Mihály kassai, majd pozsonyi társulatának tagja volt. 1903-ban fellépett vendégként a Nemzeti Színházban, 1904-05-ben Aradon, majd a következő évadban Pécsett szerepelt.
1906-ban a Nemzeti Színházhoz szerződött, mely intézménynek 1926. július 1-jei nyugdíjba vonulásáig a művésze volt. Vidéken főképp szerelmes és bonvivánszerepeket játszott, míg 1906-tól a Nemzeti Színházban epizodistaként működött. Évekig az Országos Színészegyesület tanácsosa volt.

## Magánélete
Felesége pákei Pákey Margit (Nagyenyed, 1873. okt. 17. – Budapest, 1960. márc. 2.) színésznő volt, aki 1893 és 1905 között férjével együtt is szerepelt.
Gyermekei
- Bónis Adrienne Edit Eulália (1895–?). Férje szentpéteri Nyárády Jenő főhadnagy volt.
- Bónis László (1898–?). Felesége Csáky Vilma volt.
- Bónis Endre Jenő (1908–?). Felesége Pelikán Mária volt.

## Szerepei

### Színházi szerepei
- Amynias (Arisztophanész: Felhők)
- Krisztyán Tódor (Jókai Mór: Az aranyember)
- Torcy marquis (Eugène Scribe: Egy pohár víz)

### Filmszerepei
- Őrház a Kárpátokban (1914) – magyar tábornok
- Ágyú és harang (1915) – Sonino miniszter
- A karthausi (1916) – az öreg Palmaux, Julia apja
- Egyenlőség (1918)
- Becstelen becsület (1919)
- A tizennegyedik (1920) – Walley, milliomos
- Dauphin (1922)
- Diadalmas élet (1923) – Jack, inas